# شین سو یون
شین سو یون (کره‌ای: 신수연؛ زادهٔ ۲۹ نوامبر ۲۰۰۴) بازیگر اهل کره جنوبی است. او به خاطر ایفای نقش در مجموعه‌های تلویزیونی سلام خداحافظ مامان!، خانواده مهربان و دنیای متأهلی شناخته می‌شود.

## فیلم‌شناسی

### فیلم
| سال  | عنوان           | نقش                  | منابع  |
| ---- | --------------- | -------------------- | ------ |
| ۲۰۱۰ | ناعادلانه       | ته را                | [ ۳ ]  |
| ۲۰۱۱ | شکوفه دیر هنگام | هوانگ مین جی         | [ ۴ ]  |
| ۲۰۱۴ | میراث           | کیونگ هی (جوانی)     | [ ۵ ]  |
| ۲۰۱۴ | قبر عزا         | جونگ سه هی (جوانی)   | [ ۶ ]  |
| ۲۰۱۵ | شب پیامبر       | یو جو (جوانی)        | [ ۷ ]  |
| ۲۰۱۵ | تخت پادشاهی     | بانو هه‌گیونگ (جوانی) | [ ۸ ]  |
| ۲۰۱۶ | ران آف          | ری جی هه (جوانی)     | [ ۹ ]  |
| ۲۰۱۹ | حرکت الهی ۲     | سو یون               | [ ۱۰ ] |
| ۲۰۲۰ | باران فولادی ۲  | یونگ هی              | [ ۱۱ ] |
| ن/م  | افتر            | هیون آه              | [ ۱۲ ] |
| ن/م  | تناقض           | جی هیون              | [ ۱۳ ] |

### مجموعه تلویزیونی
| سال  | عنوان                       | نقش                              | منابع  |
| ---- | --------------------------- | -------------------------------- | ------ |
| ۲۰۰۹ | ضربه عالی روی پشت بام       | جونگ هه ری (جوانی)               | [ ۱۴ ] |
| ۲۰۱۰ | ملکه وارونه                 | سو را                            | [ ۱۵ ] |
| ۲۰۱۱ | چشمک چشمک                   | پارک جی وون                      | [ ۱۶ ] |
| ۲۰۱۱ | وقتی زنان دوبار پودر می‌شوند | سو یونگ                          | [ ۱۷ ] |
| ۲۰۱۲ | شکوفه دیر هنگام             | هوانگ مین جی                     | [ ۱۸ ] |
| ۲۰۱۳ | قصر خون: جنگ گل‌ها           | سول هوا                          | [ ۱۹ ] |
| ۲۰۱۳ | عشق در کیفش                 | اون کیونگ هی/کیم سو هیون (جوانی) | [ ۲۰ ] |
| ۲۰۱۳ | پاسخ به ۱۹۹۴                | سونگ نا جونگ (جوانی)             | [ ۲۱ ] |
| ۲۰۱۴ | جانگ بوری اینجاست           | یون مین جونگ (جوانی)             | [ ۲۲ ] |
| ۲۰۱۴ | دکتر غریبه                  | اوه سو هیون (جوانی)              | [ ۲۳ ] |
| ۲۰۱۴ | هیلر                        | چه یونگ شین (جوانی)              | [ ۲۴ ] |
| ۲۰۱۵ | من یک معشوقه دارم           | بک جو                            | [ ۲۵ ] |
| ۲۰۱۶ | آه گوم‌بی من                 | اون سو                           | [ ۲۶ ] |
| ۲۰۱۷ | سایمدانگ، خاطرات درخشان     | یی مه چانگ                       | [ ۲۷ ] |
| ۲۰۱۸ | آقای آفتاب                  | سو می                            | [ ۲۸ ] |
| ۲۰۱۸ | رویارویی                    | جی یو                            | [ ۲۹ ] |
| ۲۰۱۹ | دلقک تاجدار                 | دال ره                           | [ ۳۰ ] |
| ۲۰۱۹ | عشق در بعد از ظهر           | لی آه جین                        | [ ۳۱ ] |
| ۲۰۱۹ | خانواده مهربان              | مو سوک هی (جوانی)                | [ ۳۲ ] |
| ۲۰۲۰ | سلام خداحافظ مامان!         | جانگ یونگ شیم                    | [ ۳۳ ] |
| ۲۰۲۰ | دنیای متأهلی                | یون نو اول                       | [ ۳۴ ] |
| ۲۰۲۰ | پادشاه: سلطنت ابدی          | کو سو ریونگ (جوانی)              | [ ۳۵ ] |
| ۲۰۲۰ | از برامس خوشت میاد؟         | لی جونگ کیونگ (جوانی)            | [ ۳۶ ] |
| ۲۰۲۱ | مالیخولیا                   | چوی شی آن                        | [ ۳۷ ] |
| ۲۰۲۱ | بولگاسال: ارواح جاودان      | لی هه سوک                        |        |
| ۲۰۲۲ | دکتر وکیل                   | گوم سوک یونگ (جوانی)             | [ ۳۸ ] |

## جوایز و نامزدی‌ها
| سال  | مراسم جوایز                      | دسته                  | نامزد / اثر | نتیجه | منابع  |
| ---- | -------------------------------- | --------------------- | ----------- | ----- | ------ |
| ۲۰۱۰ | مسابقه کودک زیبای فروشگاه لوته   | جایزه بزرگ کودک زیبا  | شین سو یون  | برنده | [ ۳۹ ] |
| ۲۰۱۰ | جایزه بزرگ در مسابقات می‌می پرنسس | جایزه بزرگ می‌می پرنسس | شین سو یون  | برنده | [ ۳۹ ] |
| ۲۰۱۲ | مسابقه کودک مدل توتا             | مسابقه مدل کودکان     | شین سو یون  | برنده | [ ۴۰ ] |